# Narva-Jõesuu (gemeente)
Narva-Jõesuu is een gemeente in de Estische provincie Ida-Virumaa. De gemeente telde 4.269 inwoners op 1 januari 2023 en heeft een oppervlakte van 404,66 vierkante kilometer. De gelijknamige plaats is het bestuurscentrum van de gemeente.
Narva-Jõesuu bestond al eerder als stadsgemeente, maar fuseerde in 2017 met de gemeente Vaivara. De nieuwe gemeente kreeg ook het stadsdeel Viivikonna van de stad Kohtla-Järve. Dat leverde de gemeente de dorpen Viivikonna en Sirgala op. Officieel is Narva-Jõesuu nog steeds stadsgemeente, maar de stad heeft er 394 km² aan platteland bijgekregen.
De fusiegemeente gebruikt de vlag van de oude gemeente Narva-Jõesuu en het wapen van de oude gemeente Vaivara.
De plaats Vaivara heeft een station aan de spoorlijn Tallinn - Narva.

## Indeling
De gemeente omvat één stad (Estisch: linn), twee grotere plaatsen (vlekken, Estisch: alevik) en 20 dorpen (Estisch: küla):
- Stad: Narva-Jõesuu
- Vlekken: Sinimäe, Olgina
- Dorpen: Arumäe, Auvere, Hiiemetsa, Hundinurga, Laagna, Kudruküla, Meriküla, Mustanina, Peeterristi, Perjatsi, Pimestiku, Puhkova, Sirgala, Soldina, Sõtke, Tõrvajõe, Udria, Vaivara, Viivikonna, Vodava.

## Bevolkingsontwikkeling
Bevolking van de stad en de gemeente 2015-2023:
|          | 2015 | 2016 | 2017 | 2018 | 2019 | 2020 | 2021 | 2022 | 2023 |
| -------- | ---- | ---- | ---- | ---- | ---- | ---- | ---- | ---- | ---- |
| stad     | 2669 | 2619 | 2651 | 2644 | 2620 | 2681 | 2664 | 2536 | 2618 |
| gemeente | 4523 | 4446 | 4653 | 4562 | 4472 | 4559 | 4479 | 4175 | 4269 |